# Брендон Бересфорд
Брендон Пол Бересфорд (англ. Brandon Paul Beresford, нар. 15 липня 1992, Лома-Лінда) — гаянський футболіст, півзахисник клубу «Прімейру ді Десембру». Виступав, зокрема, за «Грейсленд Єллоуджекетс» та національну збірну Гаяни.

## Клубна кар'єра
Футбольну кар'єру розпочав 2010 року в університетському клубі «Грейсленд Єллоуджекетс», в якій провів три сезони, взявши участь у 61 матчі чемпіонату. Своєю грою за цю команду привернув увагу представників тренерського штабу клубу «Дес Мойнс Менас», до складу якого відправився в оренду 2012 року. По завершенні оренди того ж року повернувся до клубу «Грейсленд Єллоуджекетс». 
У 2013 році перейшов до «Форест Сіті Лондон». Потім грав за «Мічиган Бакс» та «Туксон». У 2015 році відправився в Гаяну, де грав за місцевий «Слінгерс». З 2016 року один сезон захищав кольори клубу «Рочестер Ріноз». Граючи у складі «Рочестер Рінос» також здебільшого виходив на поле в основному складі команди. У 2018 році перебрався до «Пічтрі».
До складу клубу «Прімейру ді Десембру» приєднався 2018 року. 

## Виступи за збірну
Незважаючи на те, що народився у США, на міжнародному рівні вирішив представляти Гаяну. 17 листопада 2010 року дебютував у футболці національної збірної Гаяни.
У складі збірної був учасником розіграшу Золотого кубка КОНКАКАФ 2019 року.

### Голи за збірну
Рахунок та результат збірної Гаяни в таблиці подано на першому місці.
| №  | Дата           | Місце                                                   | Суперник                 | Рахунок | Результат | Змагання                            |
| -- | -------------- | ------------------------------------------------------- | ------------------------ | ------- | --------- | ----------------------------------- |
| 1. | 10 червня 2015 | Арнос Вейл Стедіум, Кінгстаун, Сент-Вінсент і Гренадини | Сент-Вінсент і Гренадини | 1–0     | 2–2       | кваліфікація ЧС 2018                |
| 2. | 1 червня 2016  | Ерджиліо Хато, Віллемстад, Кюрасао                      | Кюрасао                  | 2–4     | 2–5       | кваліфікація Карибського кубку 2017 |